# Protestantische Kirche (Erpolzheim)
Die Protestantische Kirche in Erpolzheim ist ein spätklassizistischer Saalbau, der 1848/49 unter den Architekten David Jung und Eduard Hatzel erbaut wurde. Sie liegt in der Ortsmitte direkt an der Hauptstraße.

## Geschichte
1496 wurde eine St. Alban und Silvester geweihte Kirche in Erpolzheim erstmals urkundlich belegt. Diese Kirche war vermutlich bereits um
1000 als Geschenk des Saliers Konrad der Rote an das Kloster St. Alban in Mainz gegründet worden. Von diesem ersten Kirchenbau ist nichts überliefert. Der Abbruch des baufälligen Gotteshauses erfolgte 1846.
Die heutige Kirche wurde von 1847 bis 1849 für 15.000 Gulden und großer Eigenleistung der 570 Erpolzheimer Protestanten errichtet.
In der Stützmauer befindet sich ein Kriegerdenkmal der beiden Weltkriege von 1967. Auffällig ist das weithin sichtbare, himmelblaue Ziffernblatt der Turmuhr.

## Orgel

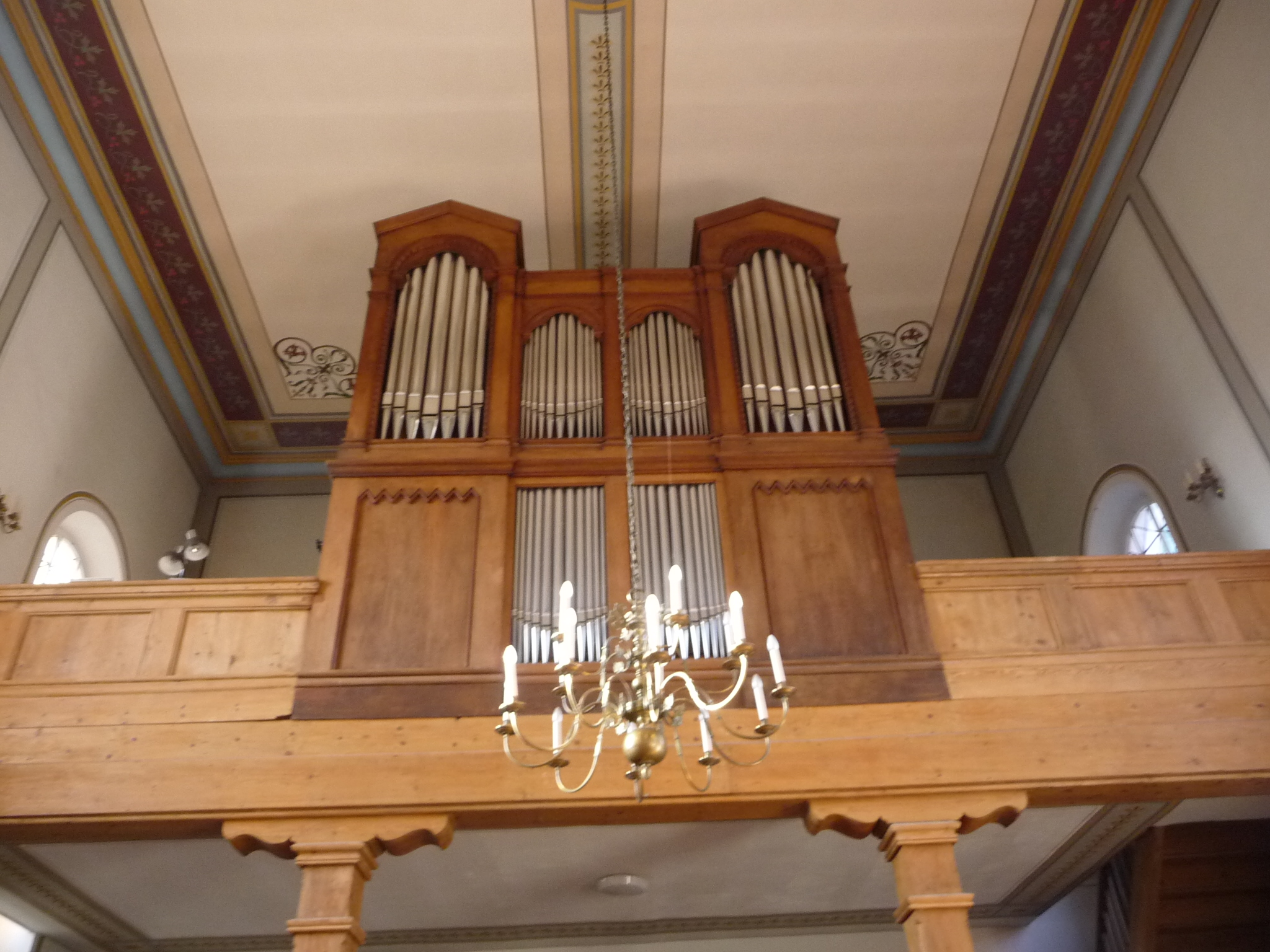
Orgel von Carl Wagner (1849)

Die Orgel wurde 1849 von Carl Wagner aus Kaiserslautern gebaut. 1917 wurden die Prospektpfeifen beschlagnahmt. 1985 überholte Oberlinger das Instrument. Dabei wurde der Prospekt in Zinn erneuert und fehlende Teile wurden ergänzt. Die Orgel ist seitenspielig angelegt. Der Spieltisch befindet sich vom Altar aus gesehen auf der linken Seite.
| I Hauptwerk C–f3 |                |       |
| 1.               | Bordun         | 16′   |
| 2.               | Principal      | 8′    |
| 3.               | Gedact         | 8′    |
| 4.               | Viola di Gamba | 8′    |
| 5.               | Octave         | 4′    |
| 6.               | Flöte          | 4′    |
| 7.               | Quinte         | 2 ⁄3′ |
| 8.               | Superoctav     | 2′    |
| 9.               | Mixtur III     | 2′    |

| II Unterwerk C-f3 |                 |    |
| 10.               | Lieblich Gedact | 8′ |
| 11.               | Salicional      | 8′ |
| 12.               | Flautodolce     | 8′ |
| 13.               | Principal       | 4′ |
| 14.               | Gemshorn        | 4′ |
| 15.               | Octave          | 2′ |

| Pedal C-d1 |           |     |
| 16.        | Subbaß    | 16′ |
| 17.        | Violonbaß | 16′ |
| 18.        | Octavbaß  | 8′  |
| 19.        | Violonbaß | 8′  |

- Koppeln: Manualkoppel, Pedalkoppel HW/P